# Курош Ягмаеї
Курош Ягмаеї (перс. کوروش یغمایی) (народився 3 грудня 1946) - іранський гітарист, співак і піонер рок-музики в Ірані. Найбільше відомий на міжнародному рівні за свою унікальну презентацію раннього іранського року 1970-х років. 

## З біографії
Належить до сімейства Ягмаеї, другий син своєї родинної гілки. Його брат, Кейван, був дуже успішним у школі в шостому класі. Як нагороду батько купив їм інструменти. Кейванові купив скрипку, а Курошеві подарував сантур. Оскільки першим інструментом Куроша був сантур, то спочатку він сповідував традиційну іранську музику. Незабаром зацікавився Західною музикою, починаючи з Баха і до будь-якої музики по радіо. Самостійно навчився грати на гітарі, слухаючи записи таких гуртів як The Ventures. На початку 1960-х років Курош приєднався до гурту під назвою The Raptures, який виконував кавери на пісні The Ventures, "The Kinks", "The Beatles" і The Monkees, прихильником яких Курош був. The Raptures часто мали труднощі з пошуком адекватних інструментів для такої музики, покладаючись на орендоване обладнання і використовуючи верхню струну електрогітари, щоб досягнути звучання бас-гітари. 
Зрештою на початку 70-х років Курош заснував свій сольний гурт, членами якого були його брати Камран і Камбіз. Суть цієї музики полягала в поєднанні іранських мелодій, инструменталу, вокалу і мелодики з західними гармоніями, звукорядом і ладами. Курош і його брати працювали в поті чола над розвитком цих ідей і вони принесли їм неабиякий успіх протягом десятиліття аж до Ісламської революції 1979 року, яка залишила Куроша і його гурт без законного дозволу на виконання пісень. Ця заборона на виступи Куроша вплинула на його кар'єру і не дала йому виконували свою звичайну музику впродовж майже трьох десятиліть. Відтоді Курош не виступав активно в самому Ірані й за його межами, крім кількох концертів у Швеції та Норвегії у 1993 році. Тільки в 1990-х роках дозволили випустити альбоми, які Курош записав під час революції й невдовзі після неї.
Його пісні добре відомі в іранській діаспорі, а пісня Голь-е Ях була і залишається однією з найвідоміших. Його унікальний іранський стиль психоделічного і фолк-року привів його до порівняння з відомими діячами анатолійської рок-сцени, такими як Еркін Корай і Бариш Манчо. Міжнародну увагу до творчості Куроша Ягмаеї привернув вихід альбому Back to the Brink 2011 року, - збірник пісень з його сольної кар'єри від 1973 до 1979 року.

## Дискографія

### Студійні альбоми
- Хімонант (перс. گل یخ), 1973 ℗  [en]
- Hajm-e Khali  , 1975
- Sarab-e To  , 1977
- Sol-e 1 (Live)  , 1979
- Sol-e 2 (Live)  , 1980
- Diar  , 1987
- Gorg Haye Ghorosneh  , 1990
- Срібне яблуко (перс. سیب نقره‌ای) , 1994
- Місяць і пантера (перс. ماه و پلنگ) , 1996
- Перелітний птах (перс. پرنده مهاجر )1996 ℗ Caltex Records[en]
- Нічний жах (перс. کابوس), 1997
- Макіяж Сонця (перс. آرایش خورشید), 2000
- Tofang-e Daste Noghre  , 2001
- 50 Golden Songs of Giti , Afshin , Kourosh Yaghmaee & Fereydoon Farrokhzad - Persian Music , 2004 ℗ CaltexRecords[en]
- Назад від краю провалля (перс. بازگشت از لبه پرتگاه), ℗ 2011 Now-Again Records
- Happy Birthday (Joyful songs for Children) , 2012 ℗ Hamavaz Ahang
- Правитель Джамшид (перс. مَلِک جمشید), ℗ 2016 Now-Again Records

### Сингли
- Gol-e Yakh / Del Dareh Pir Misheh, 1973
- Leila / Paiz, 1973
- Hajm-e Khali / Akhm Nakon, 1974
- Saraabe Toe / Dar Enteha, 1975
- Nowruz , 2015
- Zadeye Mehr , 2015